# Kloster Bersenbrück
Das Kloster St. Marien in Bersenbrück (lateinisch Monasterium Ste. Dei Genitricis et Virginis Mariae) ist eine ehemalige Zisterzienserinnenabtei in Bersenbrück.

## Geschichte
Im Jahre 1231 stifteten Graf Otto II. von Ravensberg und seine Gemahlin Sophia aus dem Hause Oldenburg-Wildeshausen ihre Bersenbrücker Besitzungen dem Orden der Zisterzienser zur Errichtung eines Frauenklosters. In der Stiftungsurkunde heißt es:

„....Im Namen der Hochheiligen und ungeteilten Dreifaltigkeit. Otto, durch Gottes Gnaden Graf, und Sophia, Gräfin von Ravensberg....wünschen.…öffentlich kundzutun, dass wir auf Eingebung des Heiligen Geistes....unser Besitztum in Bersenbrugge, nämlich die Kirche mit ihrem Vermögen und allem Zubehör, ferner auch den angrenzenden (Haupt-)Hof im selbigen Dorf mit Mühle, zwei Alloden, Bauernhöfen, Hörigen, Wiesen, Fischereien, Wäldern, Weiden und mit allem, was sonst zum Hofe gehört, geschenkt haben zu Ehren unseres Herrn Jesus Christus und seiner glorreichen Gebärerin, der Jungfrau Maria, der dortigen Schutzpatronin,...dass...daselbst ein Kloster des Zisterzienserordens, und zwar ein Frauenkloster errichtet werde, in welchem Gott dem Herrn ein würdiger Dienst erwiesen und ein ewiges Andenken an unsere Eltern und an uns pietätvoll erhalten werde...“

Das Jahr 1231 war für das Stifterpaar von besonderer Bedeutung: Zu Glandorf schloss man einen für die Region bedeutsamen Friedensvertrag, der die jahrzehntelangen schweren und blutigen Fehden zwischen den Grafen von Tecklenburg und Ravensberg beendete. Er brachte eine endgültige Aussöhnung zwischen den Grafengeschlechtern und eine Festigung der bischöflichen Landesherrschaft. Im selben Jahr noch wurde Tochter Jutta geboren.

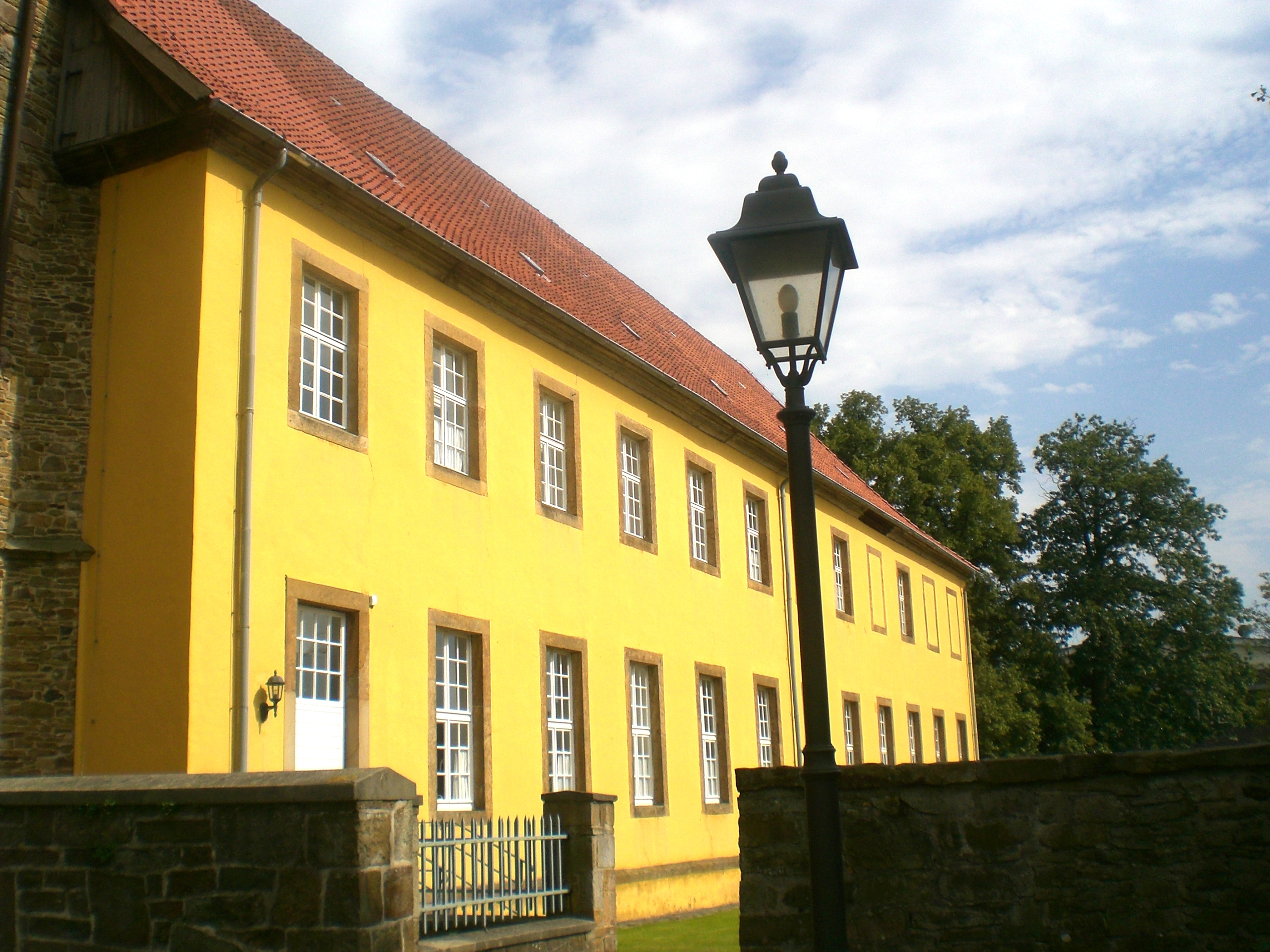
Ehemalige Klostergebäude

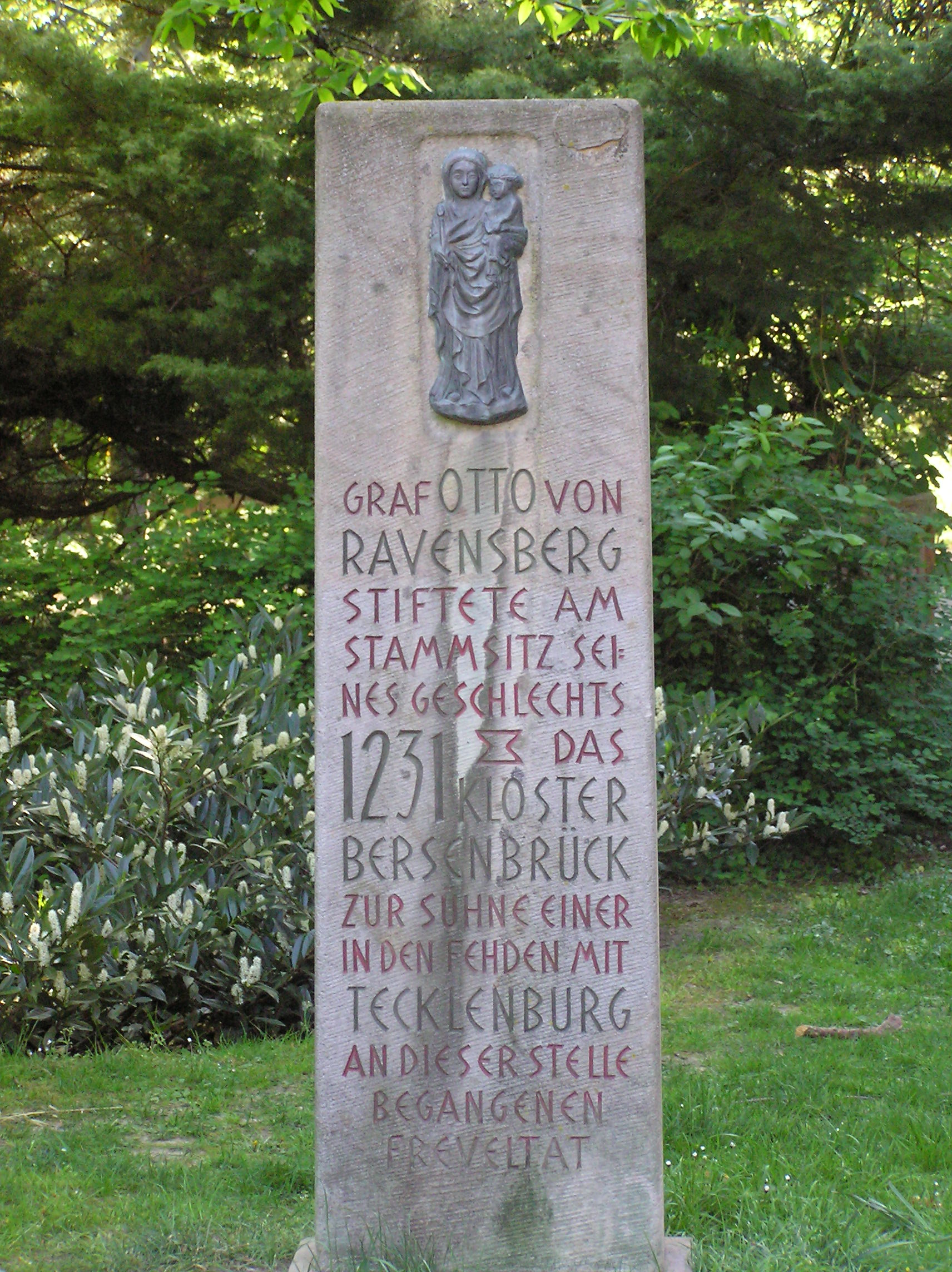
Gedenkstein zur Gründung des Klosters in Bersenbrück

Erste Äbtissin (1231–72) wurde Clementia, vermutlich Schwester des damaligen Münsteraner Bischofs Ludolf von Holte. Zahlreiche großzügige Schenkungen von Klerus und Adel ermöglichten ein ungehindertes Aufblühen des Klosters. Im Jahre 1243 erteilte Papst Innozenz IV. das „Große Privileg“ und bestätigte die Ordensinkorporation. Dieser Vorgang war erstaunlich, da sich das Generalkapitel in Cîteaux seit etwa 1220 gegen Neuaufnahmen der zahlreich entstehenden Frauenklöster sperrte und schon 1230 eine diesbezügliche Petition an den Papst richtete, keine Frauenklöster mehr zuzulassen. Vermutlich spielte hier die verwandtschaftliche Nähe des Stifterpaares zu den Staufern eine Rolle, die Mutter Ottos war Jutta von Thüringen, eine Nichte von Kaiser Friedrich Barbarossa. Das Kloster wurde dem Abt von Kloster Altenkamp unterstellt. Um 1440 wechselte die Paternität von Altenkamp zum Kloster Marienfeld. 1484 kam die Durchführung der Bursfelder Beschlüsse zum Abschluss, was dem Kloster erhebliches Ansehen einbrachte. Auch entsandte man Nonnen zu anderen Klöstern, um deren Reformbestrebungen zu unterstützen.
Ende des 16. Jahrhunderts setzte sich im Konvent allmählich reformatorisches Gedankengut durch, bis sich unter Äbtissin von Meverden (1595–1614) fast alle Nonnen zur lutherischen Lehre bekannten. Aber Streit und Misswirtschaft ließen den Konvent schrumpfen. Als 1609 mit Pater Severinus Raeckmann erstmals seit 15 Jahren wieder ein Beichtvater aus Marienfeld zugelassen wurde, veranlasste dieser eine bischöfliche Visitations-Kommission, welche die desolaten Zustände im Kloster der Äbtissin zuschrieb und diese anwies, das Kloster zu verlassen. Das geschah im September 1614. Zurück blieben drei katholische Nonnen. Der Konvent wurde aus benachbarten Zisterzienserinnen-Klöstern auf acht Nonnen aufgestockt. Zur neuen Äbtissin wählte man die junge Lucretia Elisabeth von Vincke. Peter Severinus blieb bis zu seinem Tode im Jahr 1693 als Beichtvater im Kloster. Während dieser Zeit verfasste er eine umfangreiche und bedeutende Klosterchronik. 55 Jahre lang leitete Äbtissin von Vincke das Kloster, entschuldete es und führte es durch die Wirren des Dreißigjährigen Krieges. In dieser Zeit erduldete man Diebstähle, vielfache Plünderungen und Erpressung hoher Schutzgeldzahlungen. Dreimal musste der Konvent aus Sicherheitsgründen das Kloster für kurze Zeit verlassen.
Nach dem Dreißigjährigen Krieg blühte das Kloster wirtschaftlich wieder auf. In einer Zeit, in der die Notwendigkeit von Klöstern zunehmend hinterfragt wurde, beschloss das Domkapitel zu Osnabrück, zur Aufbesserung der eigenen finanziellen Lage die Auflösung eines Frauenklosters. Die Wahl fiel auf das reich begüterte Bersenbrück. Alle Versuche der Äbtissin und des Abtes von Marienfeld, die Auflösung zu verhindern, scheiterten. Unter der Angabe, die freiwerdenden Einkünfte für einen Schulfonds für Katholiken zu verwenden, gaben Papst Pius VI. und Kaiser Franz Josef II. ihr Einverständnis. Am 22. Februar 1787 erlosch das Klosterleben in Bersenbrück. Der Konvent zählte zu der Zeit neun Nonnen und eine Novizin. Drei Nonnen verblieben im Kloster, die letzte davon starb 1806. Mit Reskript vom 10. Juni 1791 erließ der Erzbischof von Köln die Statuten für ein weltliches Damenstift ohne Präsenzpflicht zugunsten der Witwen und Töchter Osnabrücker landesherrlicher und städtischer Bediensteter aus der Klasse der Gelehrten katholischer Religion und bürgerlichen Standes. Mit Patent vom 4. November 1802 übernahm König Georg III. von England als Kurfürst von Hannover die Regierung des Fürstbistums Osnabrück und ergriff Besitz von den geistlichen Gütern, so auch vom Stift Bersenbrück. Die Verwaltung der geistlichen Güter wurde zunächst einer Interimistischen General-Administrations-Kommission übertragen. Während der Napoleonischen Besetzung trat sie zeitweilig außer Tätigkeit, wurde aber nach deren Ende 1815 wiederhergestellt. An ihre Stelle trat seit dem 1. August 1818 die neuerrichtete Provinzial-Verwaltung der säkularisierten geistlichen Güter zu Osnabrück, die wiederum die Verwaltung am 1. Juli 1824 an die Klosterkammer Hannover abgab. Endgültig aufgehoben wurde das Stift Bersenbrück 1964.
Die Sterbestunde des Klosters war zugleich die Geburtsstunde der heutigen Stadt Bersenbrück. Wegen der vom Orden geforderten Abgeschiedenheit der Klöster, siedelten die Bauern in einer Entfernung von mehreren hundert Metern vom Kloster an. Nun aber entstanden die ersten Häuser vor der Klosterpforte, und die leerstehenden Klostergebäude dienten zunehmend der Verwaltung und Gerichtsbarkeit.

## Gebäude
Der Weg in den Klosterbezirk führt über eine Steinbrücke (von 1728), über den Klostergraben durch das barocke Torhaus aus dem Jahre 1700, wie der Wappenstein über dem Torbogen verkündet. Dahinter fällt der Blick zunächst auf die St. Vincentius-Kirche mit dem wuchtigen, quadratischen Turm und auf den Westflügel des Klosters. Das nördliche Kirchenschiff, die frühere Eigen- und Pfarrkirche der Ravensberger, entstand schon im 12. Jahrhundert als dreijochiges Langhaus mit geradem Chorabschluss. Im 14. und 15. Jahrhundert wurden einige der ursprünglich schmalen Fenster durch größere spitzbogige mit gotischem Maßwerk ersetzt. An die Südwand dieser Kirche baute man von 1264 bis 1287 die Klosterkirche mit zunächst nur zwei Jochen und einer Krypta an. Vermutlich geschah während dieser langen Bauphase schon die frühgotische Einwölbung beider Kirchen, die jedoch durch eine Mittelwand mit vergittertem Fenster im Chorbereich getrennt blieben. Im 14. Jahrhundert erhielt die Klosterkirche ihr drittes Joch (Westjoch), so dass nun beide Kirchen in gleicher Größe nebeneinander standen. Dies ist heute noch am West- und Ostgiebel erkennbar. Um 1495 errichtete man ein gemeinsames hohes Satteldach über beide Kirchen. Der für Zisterzienserkirchen typische Dachreiter wurde nun vom alten Dach der Klosterkirche auf das neue Dach in Chorhöhe gesetzt. Mit dem Bau des 49 m hohen Turmes vor den Westgiebel der alten Pfarrkirche im Jahre 1510 waren die wesentlichsten Baumaßnahmen abgeschlossen. Um 1800 begann man mit dem Abbruch der Trennwand zwischen beiden Kirchen, verfüllte die Krypta und senkte das Fußbodenniveau der Klosterkirche ab, was an den erhöhten Pfeilerbasen noch erkennbar ist. So erhielt man eine zweischiffige Hallenkirche (ca. 28 × 18 m). Die Kirche gehört heute der katholischen St. Vincentius-Gemeinde Bersenbrück. Die an die Süd- und Ostseite der Kirche anschließenden Klostergebäude sind gut erhalten. Süd- und Westflügel, 1781 bis 1783 erneuert, sind zweistöckige Putzbauten mit schmalen, hohen, sandsteingefassten Fenstern. Der im 17. Jahrhundert erweiterte Nordflügel hat zwei symmetrisch angeordnete Fachwerkgiebel. Er grenzt mit seiner Ostseite an die Mühlenhase, ein im 13. Jahrhundert von der Hase abgeleiteter Kanal zum Betreiben der zweiten Klostermühle und zur Speisung des Klostergrabens. Das aus Bruchstein errichtete Dormitorium aus dem 13. Jahrhundert mit frühgotischem Kreuzgang schließt das Klostergeviert nach Osten ab. In den Gebäuden sind heute das Amtsgericht und das Museum im Kloster Bersenbrück untergebracht. 2022 wurde das Museum mit dem Museumsgütesiegel des Museumsverbands Niedersachsen und Bremen e.V. ausgezeichnet.